# 松本沙羅
松本沙羅（日语：／ Matsumoto Sara，1992年5月25日—），日本女性配音員。Kenyu Office所屬。出身於千葉縣。身高159cm。O型血。

## 簡歷、人物
專門學校東京廣播學院、Talk back畢業。興趣：寺院和神社佛閣調查、活動身體。特長：第一套廣播體操。

## 演出
粗體字表示主要角色。

### 電視動畫
2016年
- 火影忍者疾風傳（忍者學校學生）
- 只有我不存在的城市
- 雙星之陰陽師（女、斑鳩士門〈幼年時期〉）
- 星夢手記（女孩子、女學生）
- HEYBOT！（日语：ヘボット!）

2017年
- 銀之守墓人（旺旺、負責人A、陸水銀〈幼年時期〉、貝拉、橘子）
- BORUTO-火影新世代-NARUTO NEXT GENERATIONS-（雀乃淚、兩儀的母親、湍津姬 等）
- 烙印勇士 (2017年版)（少年）
- 潔癖男子青山！（女學生、青山〈小學時期〉、店員〈女服務生〉、團員〈魔導師☆AKI〉、家庭科教師 等）
- 最遊記RELOAD BLAST（沙悟淨〈幼年時期〉）
- 我的女友是個過度認真的處女bitch（女學生）
- 麵包超人（貓美）

2018年
- 鬼燈的冷徹 第貳期（女性）
- 棒球大聯盟2nd（谷川老鷹選手C、谷川老鷹選手B）
- 傀儡馬戲團（皮特）
- 麵包超人（小孩、女孩子）

2019年
- 滿腦都是○○的我沒辦法談戀愛（長谷部順、接待員）
- 賢惠幼妻仙狐小姐（中野〈少年時期〉）
- 一弦定音！（來栖妃呂[5]）
- 哆啦A夢 (水田山葵版)（女孩子們）
- 胡蝶綺 ～少年信長～（阿香、小孩、阿鶴、奧山盛昭）

2020年
- 我的英雄學院 第4期（生駒小磨里）
- 海螺小姐
- 闇影詩章（進藤四、進藤六）
- LISTENERS 聆聽者（小孩A、議會部隊）
- 半妖的夜叉姬（日暮永遠[6]）
- 月歌。THE ANIMATION2（孩子A、小學生A、播音員、採訪者、學生B）
- 災禍的真理 -ZUERST-（日语：禍つヴァールハイト）（怪物）
- 黑色五葉草（戈爾蓋麗爾）
- Healin' Good ♥ 光之美少女（齋藤英里子）
- 麵包超人（洋蔥鬼）

2021年
- BACK ARROW（吉姆[7]、琉特市民女性）
- 遊戲王SEVENS（側近、哥哈社幹部、手令鷗、學生、健崎牡丹）
- 怪病醫拉姆尼（優）
- 熱情閃耀！光之美少女（小町直美、部員、高月春奈、女學生、書記）
- 後空翻少年！！（小孩）
- 七大罪 憤怒的審判（少年艾斯卡諾）
- 賈希大人不氣餒！（廣播、小學男生、司機、女學生B、媽媽B、教師、佐藤）
- 王者天下 第3期（甘秋、羌族B、幽族B）
- 半妖的夜叉姬 第2期（日暮永遠）
- TSUKIPRO THE ANIMATION 2（主持人、雲母）
- 陰陽眼見子（怪物）
- 麵包超人（小熊媽媽）

2022年
- 東京24區（翠堂弘樹〈小學生〉、廣播、肉店萬來的妻子）
- 最遊記RELOAD -ZEROIN-（妖怪的孩子）
- 小鳥之翼（夏洛特）
- 即使如此依舊步步進逼（廣播社員）
- 更多！怪俠索羅利（少爺）
- 徹夜之歌（9歲時的夕真晝）
- 福星小子 (2022年版)（小彩）
- 決鬥大師 WIN（少年B）
- BORUTO-火影新世代-NARUTO NEXT GENERATIONS-（王牙〈八目〉）
- 菜鳥鍊金術師開店營業中（卡特莉娜·史塔文）
- 鏈鋸人（姬野的妹妹）

2023年
- JoJo的奇妙冒險 石之海（麥可）
- 大雪海的卡納（盜賊團少年）
- 冰屬性男子與無表情女子（母）
- 未來是這樣嗎？不一定喔！（哥哥[8]）
- 魔法使的新娘 SEASON2（學生）
- 勇者死了！（孤兒）
- 小鳥之翼 Season 2（夏洛特）
- 滿懷美夢的少年是現實主義者（藍澤玲奈）
- 殭屍100～在成為殭屍前要做的100件事～（香坂堇）
- 不死少女的謀殺鬧劇（法蒂瑪·達布爾達茲[9]）
- 開闊天空！光之美少女（四宮珠姬）
- 我的推是壞人大小姐。（蘿蕾塔·柯克瑞特[10]）
- 勇者赫魯庫（少年赫魯庫）
- 神選（英语：カミエラビ）（佐和穗花[11]）
- 屍體如山的死亡遊戲（阿牙倉塔莉亞）
- 咒術迴戰 懷玉·玉折 / 澀谷事變（一般人）
- 名偵探柯南（女性）
- 葬送的芙莉蓮（領主）

2024年
- 蠟筆小新（大姐姐A）
- 遊戲王GO RUSH
- 福星小子 第2期（傳說狐狸、Honey Girl）
- 終末的火車前往何方？（居民、金針菇）
- 夜晚的水母不會游泳（男子）
- THE NEW GATE（椿·伊格尼特）
- 新幹線變形機器人 變革世代（廣）
- 烏鴉不擇主（幼年雪馬）
- 多數欠（一之瀨龍太〈幼年〉）
- 我的英雄學院 第7期（生駒小磨里）
- 神選 第2期（佐和穗花[12]）
- BLUE LOCK 藍色監獄 VS. U-20 JAPAN（小孩B、隊友、小孩）
- 亂馬½（女學生）
- 七大罪 啟示錄四騎士 第2期（少年杰德）

2025年
- 青之驅魔師 終夜篇（驅魔師）
- 異修羅 第2期（小孩）
- 藥師少女的獨語（女官）
- 水屬性的魔法師（琳[13]）
- 戀上換裝娃娃 Season 2（水野えりか）
- 和雨·和你（店員）

### 電影動畫
- 第二國度（2019年，摩可摩可）

### OVA
- 銀河英雄傳說 Die Neue These 星亂（2019年，薩賓·馮·立典亥姆）
- 失憶投捕（2020年，要圭）

### 網路動畫
- 銃娘（2017年，赤名[14]）
- 攻殻機動隊：SAC_2045（2020年，佳奈美）

### 遊戲
2016年
- 奧丁領域：里普特拉西爾（プーカ行商）
- 魔女異聞錄：伊絲塔利亞傳說（2016年—2017年，流浪的劍豪泰索、復活祭的兔鼠吉索、流）

2017年
- 地平線 黎明時分
- 莉迪&蘇瑞的鍊金工房～不可思議繪畫的鍊金術士～（日语：リディー&スールのアトリエ 〜不思議な絵画の錬金術士〜）

2018年
- DJ信長（サラッシー）

2019年
- 怪物彈珠（蠟筆小兵、貝克小隊、沃帕爾劍）
- 寶可夢大師（米依[15]）

2020年
- 奇異人生2（丹尼爾·迪亞斯）[16]
- UTOPIA GATE ～雙子女神與飛往未來之翼～（雷雅、真奈[17]）

2022年
- 緋染天空 Heaven Burns Red（月城最中）

### 廣播劇CD
- （女性）
- （女性客）

### 外語配音

#### 電影
- 狗狗的旅程（少年時期的Trent〈Ian Chen〉[18]）
- 記憶中的美好歌聲（吳東邱〈鄭俊元〉）
- 新世紀福爾摩斯：地獄新娘（Jane〈Stephanie Hyam 飾演〉）
- 曼哈頓戀習曲（Rachel、Mim、灰暗少年 等）
- 浮生年華（英语：The Best Years of a Life）（Tess〈Tess Lauvergne〉[19]）
- 白宮管家（年少時期的Cecil 〈艾繆·艾敏〉[20]）※BS JAPAN版。
- 聖誕龍（英语：The Christmas Dragon）（Fin〈David De Villiers〉）
- 犯罪危城（英语：The Corrupted）（Grace〈Naomi Ackie〉）
- Death Kiss（日语：野獣処刑人 ザ・ブロンソン）（Isabel〈Leia Perez〉[21]）
- 末日荒原（Ash〈蘇琪·沃特豪斯〉）
- 黃金兄弟（璐璐〈張雅玫〉[22]）
- 九龍不敗（方寧〈鄧麗欣〉[23]）
- 神秘追随（Yara Davis〈Olivia Luccardi〉）
- 誅仙 I（碧瑤〈孟美岐〉[24]）
- 我們的國度（英语：Kingdom of Us）（Pippa-Peita Shanks）[注 1]
- 神探蒲松齡（王耀[25]）
- 鋒迴路轉（Meg Thrombey〈凱瑟琳·蘭福德〉[26]）
- Muthu（英语：Muthu (1995 film)）（Padmini〈Subhashri〉[27]）
- 新喜劇之王（小米〈景如洋〉[28]）
- 寄生上流（朴多惠〈鄭知蘇〉）
- T-34（英语：T-34 (film)）（Anya Yartseva〈Irina Starshenbaum〉）
- 7月22日重生（英语：Utøya: July 22）（Emilie〈Elli Rhiannon Müller Osbourne〉）
- 星際特工瓦雷諾：千星之城（司令室軍曹[29]）
- 奇蹟男孩（Miles〈Kyle Harrison Breitkopf〉）

#### 電視影集
- 冷戰諜夢 (第3季)
- 芝加哥醫情
- 王冠（麥可）
- 孤單又燦爛的神－鬼怪（池恩倬〈金高銀〉[30]）
- 綠葉家族（英语：Greenleaf (TV series)）（Danielle Turner）※Netflix版[31]。
- 檀島警騎2.0 (第6季)
- 馬醫（朴恩菲〈許伊瑟〉）
- 下女們（四月〈李礎熙 〉）
- 三劍客與達太安
- 神醫（英语：The Physician (2013 film)） -PART1-/-PART2-（小時候的Rob Cole[32]）
- 師任堂，光的日記（[33]）
- STARTUP[34]

#### 動畫
- 阿達一族（文句屋[35]）
- 巴霍巴利王：失落的傳說（英语：Baahubali: The Lost Legends）（少年時期的Baahubali[36]）
- 超級朋友梵寶（英语：Fangbone!）（比爾）
- 鬼靈精（的少年A[37]）
- PJ面具（英语：PJ Masks）（Cameron）
- 小公主蘇菲亞

### 其它
- 廣告（服務生）
- [38]
- 聽導犬（日语：聴導犬）里奧的聲音[39]

## 腳註

## 外部連結
- 松本沙羅｜Kenyu Office （页面存档备份，存于） （日語）
- 松本沙羅的X（前Twitter） （日語）
- （日語）—松本沙羅的官方個人部落格。